# Watashi ni tenshi ga maiorita!
Watashi ni tenshi ga maiorita! (私に天使が舞い降りた!, Watashi ni tenshi ga maiorita!, litt. « Un ange est descendu vers moi ! ») est une série de yonkoma yuri japonais écrite et dessinée par Nanatsu Mukunoki. La publication a débuté dans le magazine Comic Yuri Hime d'Ichijinsha en novembre 2016. Une adaptation en anime par Doga Kobo est diffusée à partir du 8 janvier 2019,.

## Synopsis
Hinata Hoshino, élève de cinquième année, emmène son amie Hana Shirosaki chez elle. Sa sœur Miyako, étudiante à l'université, tombe amoureuse de Hana au premier regard. Miyako parvient à s'entendre avec Hana, mais son comportement maladroit et sa timidité la rendent méfiante. Malgré tout, Hana s'ouvre progressivement à Miyako, qui souhaite se rapprocher d'elle.

## Personnages
Miyako Hoshino (星野 みやこ, Hoshino Miyako)
Voix japonaise : Reina Ueda
Une étudiante timide auprès des inconnus, qui passe la plupart de son temps à l'intérieur. Elle est frappée par la beauté de Hana et commence à lui préparer des en-cas pour que celle-ci porte les costumes qu'elle lui prépare.
Hana Shirosaki (白咲 花, Shirosaki Hana)
Voix japonaise : Maria Sashide
Une écolière de primaire et camarade de Hinata. Elle est souvent dérangée par le comportement de Miyako, mais s'arrange avec pour pouvoir continuer à manger ses collations.
Hinata Hoshino (星野 ひなた, Hoshino Hinata)
Voix japonaise : Rika Nagae (ja)
La petite sœur de Miyako et camarade de Hana et Noa. Elle adore particulièrement sa sœur, qu'elle surnomme «Mya-nee». Elle devient parfois triste et jalouse lorsque sa sœur passe plus de temps avec ses deux camarades.
Noah Himesaka (姫坂 乃愛, Himesaka Noa)
Voix japonaise : Akari Kitō (ja)
La camarade de Hinata et Hana, qui devient la voisine de Miyako. Elle se sent constamment mignonne et est souvent déprimée quand on dit que quelqu'un d'autre est plus mignon. Elle essaye constamment de se faire remarquer par Hinata et Miyako et se montre parfois jalouse puisque cette dernière préfère Hana et Hinata préfère Miyako.
Kōko Matsumoto (松本 香子, Matsumoto Kōko)
Une fille qui était dans un club avec Miyako au lycée. Alors que Miyako s'en souvient à peine, Kōko a une obsession fixe pour Miyako et agit comme une harceleuse.
Koyori Tanemura (種村 小依, Tanemura Koyori)
Voix japonaise : Hitomi Ōwada (en)
Une des déléguées de la classe de Hana. Elle aspire à être une personne sur laquelle tout le monde peut compter, mais malheureusement elle est souvent peu fiable.
Kanon Konomori (小之森 夏音, Konomori Kanon)
Voix japonaise : Naomi Ōzora (ja)
Une des déléguées de la classe de Hana et la meilleure amie de Koyori. Elle est gentille et souvent considérée comme très fiable, au grand dam de Koyori.

## Productions et supports

### Manga
La série de yonkoma est prépubliée dans le magazine Comic Yuri Hime à partir du numéro de janvier 2017, sorti le 18 novembre 2016. Les chapitres sont ensuite rassemblés et édités dans le format tankōbon par Ichijinsha avec le premier volume publié le 18 mai 2017 ; la série compte à ce jour vingt volumes tankōbon.

#### Liste des volumes
| no | Japonais         | Japonais          |
| no | Date de sortie   | ISBN              |
| -- | ---------------- | ----------------- |
| 1  | 18 mai 2017      | 978-4-7580-7672-2 |
| 2  | 16 novembre 2017 | 978-4-7580-7755-2 |
| 3  | 15 juin 2018     | 978-4-7580-7819-1 |
| 4  | 15 novembre 2018 | 978-4-7580-7875-7 |
| 5  | 11 janvier 2019  | 978-4-7580-7896-2 |
| 6  | 18 juin 2019     | 978-4-7580-7952-5 |
| 7  | 31 janvier 2020  | 978-4-7580-2078-7 |

### Anime
Une adaptation en anime est annoncée dans le troisième volume de la série le 15 juin 2017. L'anime est réalisé par Daisuke Hiramaki, écrit par Yuka Yamada et animé par le studio Doga Kobo d'après un design des personnages de Hiromi Nakagawa. La série est diffusée au Japon à partir du 8 janvier 2019 sur AT-X, puis ultérieurement sur Tokyo MX, BS11, SUN, KBS, TVA et TVQ,.
Les chansons de l'opening et de l'ending de la série, respectivement intitulées Kimama na tenshi-tachi (気ままな天使たち, Kimamana tenshi-tachi, litt. « Des anges insouciant ») et Happy Happy Friends (ハッピー・ハッピー・フレンズ, Happī Happī Furenzu), sont interprétés par les Wataten☆5 (un groupe composé de Maria Sashide, Rika Nagae, Akari Kitō, Hitomi Ōwada, and Naomi Ōzora),.

#### Liste des épisodes
| No  | Titre français                                                                                           | Titre japonais                                                            | Titre japonais                                                                              | Date de 1re diffusion |
| No  | Titre français                                                                                           | Kanji                                                                     | Rōmaji                                                                                      | Date de 1re diffusion |
| --- | --- | ------------------------------------------------------------------------- | ------------------------------------------------------------------------------------------- | --------------------- |
| 1   | Un sentiment étrange                                                                                     | もにょっとした気持ち                                                      | Monyottoshita kimochi                                                                       | 8 janvier 2019        |
| 2   | La plus mignonne de toutes                                                                               | サイキョーにカワイイ                                                      | Saikyō ni kawaii                                                                            | 15 janvier 2019       |
| 3   | Imprégnation                                                                                             | 刷り込み                                                                  | Surikomi                                                                                    | 22 janvier 2019       |
| 4   | Puis-je vous parler un instant ?                                                                         | ちょっとお話よろしいですか?                                               | Chotto ohanashi yoroshii desu ka?                                                           | 29 janvier 2019       |
| 5   | C'est bon, je m'occupe de tout !                                                                         | いいから私にまかせなさい!                                                 | Iikara watashi ni makasenasai!                                                              | 5 février 2019        |
| 6   | Miya n'a pas d'amis !                                                                                    | みゃー姉に友だちはいないぞ                                                | Myā-nee ni tomodachi wa inai zo                                                             | 12 février 2019       |
| 7   | Je ne comprends pas Miya                                                                                 | みゃー姉が何いってるかわかんない                                          | Myā-nee ga nani itteruka wakannai                                                           | 19 février 2019       |
| 8   | Heureux les ignorants                                                                                    | 知らないほうが幸せなことってあるよ                                        | Shiranai hō ga shiawase na kototte aru yo                                                   | 26 février 2019       |
| 9   | Reste avec moi jusqu'à ce que je m'endorme                                                               | 私が寝るまでいてくださいね                                                | Watashi ga neru made ite kudasai ne                                                         | 5 mars 2019           |
| 10  | J'aurais mieux fait de me taire                                                                          | また余計なこと言っちゃった                                                | Mata yokei na koto icchatta                                                                 | 12 mars 2019          |
| 11  | En gros, c'est votre faute                                                                               | つまりお姉さんのせいです                                                  | Tsumari onee-san no sei desu                                                                | 19 mars 2019          |
| 12  | Le Regard de l'ange                                                                                      | 天使のまなざし                                                            | Tenshi no manazasi                                                                          | 26 mars 2019          |
| OVA | Tu ne nous décevras jamais / Toujours plus proche de toi / Mets donc ce costume / Je suis ta grande sœur | 期待を裏切らないね/常に寄り添い/これに着替えましょう！/私がお姉ちゃんだよ | Kitai o uragiranai ne / Itsumo yori soi / Kore ni kigaemashou! / Watashi ga onee-chan da yo | 23 mai 2019           |

### Sources
1. ↑  (en) Paul Chapman, « Yuri Comedy Manga Watashi ni Tenshi ga Maiorita! Gets TV Anime », sur Crunchyroll, 16 juin 2018 (consulté le 24 juin 2018).
2. 1 2  (en) Jennifer Sherman, « Watashi ni Tenshi ga Maiorita! Anime Premieres on January 8 », sur Anime News Network, 14 juin 2018 (consulté le 24 juin 2018).
3. 1 2  (ja) « On Air », sur Site officiel (consulté le 10 décembre 2018).
4. 1 2 3 4  (en) Jennifer Sherman, « Watashi ni Tenshi ga Maiorita! Anime Reveals Visuals, Cast, January 2019 Premiere : Reina Ueda, Maria Sashide, Rika Nagae, Akari Kitō join cast », sur Anime News Network, 14 juin 2018 (consulté le 24 juin 2018).
5. 1 2  (en) Egan Loo, « Watashi ni Tenshi ga Maiorita! Anime's 1st Promo Reveals More Cast, Opening Song : Hitomi Ohwada, Naomi Ōzora join cast; 5 cast members sing opening », sur Anime News Network, 14 novembre 2018 (consulté le 10 décembre 2018).
6. ↑  (ja) « コミック百合姫、ついに月刊化！怒涛の10本新連載が巻頭カラーで始動 », sur natalie.mu,‎ 18 novembre 2016 (consulté le 24 juin 2018).
7. ↑  (ja) « 【5月18日付】本日発売の単行本リスト », sur natalie.mu,‎ 18 mai 2017 (consulté le 10 décembre 2018)
8. ↑  (ja) « アニメ「ドメスティックな彼女」2019年1月放送開始！藤井夏生役は八代拓 », sur natalie.mu,‎ 15 novembre 2018 (consulté le 10 décembre 2018)
9. 1 2  (en) Jennifer Sherman, « Watashi ni Tenshi ga Maiorita! Manga Gets TV Anime at Doga Kobo », sur Anime News Network, 14 juin 2018 (consulté le 24 juin 2018).
10. ↑  (en) « 「私に天使が舞い降りた！」PV公開、メインキャストよるユニット・わたてん☆5も », sur natalie.mu,‎ 14 novembre 2018 (consulté le 10 décembre 2018).
11. ↑  (en) Crystalyn Hodgkins, « 5 Main Cast Members to Also Perform Watashi ni Tenshi ga Maiorita! Anime's Ending Theme : Series premieres in January », sur Anime News Network, 26 novembre 2018 (consulté le 10 décembre 2018).
12. ↑  « WATATEN!: an Angel Flew Down to Me Épisode 1 – Un sentiment étrange », sur Crunchyroll (consulté le 8 janvier 2019).
13. ↑  « WATATEN!: an Angel Flew Down to Me Épisode 2 – La plus mignonne de toutes », sur Crunchyroll (consulté le 15 janvier 2019).
14. ↑  « WATATEN!: an Angel Flew Down to Me Épisode 3 – Imprégnation », sur Crunchyroll (consulté le 1er février 2019).
15. ↑  « WATATEN!: an Angel Flew Down to Me Épisode 4 – Puis-je vous parler un instant ? », sur Crunchyroll (consulté le 1er février 2019).
16. ↑  « WATATEN!: an Angel Flew Down to Me Épisode 5 – C'est bon, je m'occupe de tout ! », sur Crunchyroll (consulté le 20 février 2019).
17. ↑  « WATATEN!: an Angel Flew Down to Me Épisode 6 – Miya n'a pas d'amis ! », sur Crunchyroll (consulté le 20 février 2019).
18. ↑  « WATATEN!: an Angel Flew Down to Me Épisode 7 – Je ne comprends pas Miya », sur Crunchyroll (consulté le 20 février 2019).
19. ↑  « WATATEN!: an Angel Flew Down to Me Épisode 8 – Heureux les ignorants », sur Crunchyroll (consulté le 13 mars 2019).
20. ↑  « WATATEN!: an Angel Flew Down to Me Épisode 9 – Reste avec moi jusqu'à ce que je m'endorme », sur Crunchyroll (consulté le 13 mars 2019).
21. ↑  « WATATEN!: an Angel Flew Down to Me Épisode 10 – J'aurais mieux fait de me taire », sur Crunchyroll (consulté le 13 mars 2019).
22. ↑  « WATATEN!: an Angel Flew Down to Me Épisode 11 – En gros, c'est votre faute », sur Crunchyroll (consulté le 27 mars 2019).
23. ↑  « WATATEN!: an Angel Flew Down to Me Épisode 12 – Le Regard de l'ange », sur Crunchyroll (consulté le 3 juin 2019).
24. ↑  « WATATEN!: an Angel Flew Down to Me Épisode 13 – Tu ne nous décevras jamais / Toujours plus proche de toi / Mets donc ce costume / Je suis ta grande sœur », sur Crunchyroll (consulté le 3 juin 2019).

### Œuvres
Édition japonaise
1. 1 2  (ja) « 私に天使が舞い降りた!1 », sur Ichijinsha (consulté le 24 juin 2018).
2. 1 2  (ja) « 私に天使が舞い降りた!2 », sur Ichijinsha (consulté le 24 juin 2018).
3. 1 2  (ja) « 私に天使が舞い降りた!3 », sur Ichijinsha (consulté le 24 juin 2018).
4. 1 2  (ja) « 私に天使が舞い降りた!4 », sur Ichijinsha (consulté le 5 avril 2019).
5. 1 2  (ja) « 私に天使が舞い降りた!5 », sur Ichijinsha (consulté le 15 janvier 2020).
6. 1 2  (ja) « 私に天使が舞い降りた!6 », sur Ichijinsha (consulté le 15 janvier 2020).
7. 1 2  (ja) « 私に天使が舞い降りた!7 », sur Ichijinsha (consulté le 15 janvier 2020).